# Sti Fadma
Sti Fadma, aussi appelée Setti-Fatma, est une commune rurale de la province d'Al Haouz, dans la région de Marrakech-Safi, au Maroc. Elle ne dispose pas de centre urbain mais a pour chef-lieu un village du même nom.
La commune rurale de Sti Fadma est située dans le caïdat d'Ourika, lui-même situé au sein du cercle de Tahannaout. 

## Géographie
Située entre les pics de l'Atlas.

## Historique
La commune de Sti Fadma créée en 1959, fait partie des 763 premières communes qui ont été formées lors du premier découpage communal qu'a connu le Maroc, elle se trouvait dans la province de Marrakech, précisément dans le cercle de Marrakech-Banlieue.

## Démographie
Elle a connu, de 1994 à 2004 (années des derniers recensements), une hausse de population, passant de 20 545 à 22 283 habitants.